# Rabor
Pour les articles homonymes, voir Rabor (homonymie).
Rabor (en persan : رابر,) est une ville d'Iran, chef-lieu de la préfecture de Rabor, dans la province de Kerman.
Elle est située à environ 160 km au sud de Kerman, à 2 321 m d'altitude.
Au recensement de 2006, sa population s'élevait à 12 386 habitants.

## Personnalité liée
- Qasem Soleimani, général iranien né en 1955 à Rabor.